# Тобольский кремль
Тобо́льский кремль — единственный каменный кремль в Сибири, уникальный образец сибирского зодчества. Создавался в XVII—XVIII веках.

## История
Город Тобольск был основан в 1587 году. В XVII веке он стал столицей Сибири, в XVIII столетии — центром самой большой в России Тобольской губернии. Первый тобольский острог был выстроен из разобранных казачьих стругов.
Москва всячески поощряла здесь каменное строительство. В 1683—1686 году присланными из Москвы и Великого Устюга каменщиками с подмастерьями Герасимом Шарыпиным и Гаврилой Тютиным создаётся каменный Софийско-Успенский собор. К началу XVIII века были возведены каменные стены и башни кремля, а также ряд не дошедших до нашего времени построек, стоявших на одной западной линии с Софийским собором: Троицкий собор, архиерейский дом, Святые ворота с церковью Сергия Радонежского и колокольня. Руководил строительством сибирский митрополит Павел, бывший до назначения в Тобольск архимандритом Чудова монастыря в Московском Кремле. Соборные церкви, построенные им, имели крестово-купольную структуру и завершались пятиглавием.
В конце XVII века строительство в кремле осуществлял по своему проекту, утверждённому в Москве, Семен Ремезов, картограф и историк Сибири. Необходимые навыки каменного строительства он получил в столице. У южного обрыва горы сооружается Приказная палата (1699—1704). В северо-западном углу кремля возводится Гостиный двор (1702—1706). Кремль Ремезова — новый административный центр Сибири — повторял ломаную конфигурацию предшествующих стен и наугольных башен. Однако светские здания имели все стилистические черты московской архитектуры XVII века. Уникальный талант Ремезова сказался в новом осмыслении композиции кремля. По его проекту, поднимаясь на шестидесятиметровую высоту Троицкого мыса, надо было пройти через триумфальные Дмитриевские ворота, отдавая дань памяти покорителю Сибири Ермаку, и затем — мимо плотной вертикали высотных сооружений Софийско-Успенского собора и Вознесенской церкви; выезд из кремля был задуман через Спасские ворота с башней.
Пётр Великий всячески покровительствовал Тобольску и стремился придать сибирской столице особо представительный облик. Князь М. П. Гагарин, назначенный в 1708 году первым губернатором Сибирской губернии, задумывает в кремле внушительные постройки военно-административного и торгового комплекса, которые должны были вместе с Софийским двором составить монументальный центр. На строительных работах использовались пленные шведы, находившиеся в тобольской ссылке; уставщиком был назначен Иоган Индрик Венке. Чтобы предотвратить размыв горы, русло Тобола отвели к югу на две версты. В 1712 году по проекту Ремезова на Софийском взвозе, между кремлем и архиерейским двором, строится каменная башня Дмитриевских ворот, а по соседству с ней, на самом краю горы — Вознесенская церковь (разрушилась в 1717 году).
Несмотря на вышедший в 1714 году запрет каменного строительства, князь Гагарин в Тобольске продолжал работы до 1718 года, пока его не отозвали в Санкт-Петербург по доносу о казнокрадстве и планах отделения Сибири от России. Первый губернатор Сибири, имевший власть от Камы до Аляски, был казнён. Недостроенными остались Дмитриевские ворота — символическая «триумфальная арка», открывающая вход России в Азию. Они остались без венчающей надвратной часовни в честь покровителя Ермака — Св. Дмитрия Солунского. Здание стали называть Рентереей, так как именно туда свозили пушной ясак — главное богатство Сибири. Каменное строительство в Тобольске замерло почти на тридцать лет.
В 1743—1746 годах строится Покровская церковь — «вспомогательное» здание (по типу трапезных) при Софийско-Успенском соборе. При всем глубоко русском национальном характере архитектуры её отличает явный «привкус» латинизма, привнесенный тобольскими иерархами XVIII века — выходцами из Малороссии. Их стремление утвердить свои эстетические представления нашло отражение и в замене пятиглавия на уже построенных тобольских церквах восьмидольным куполом с заломами. В Софийском соборе пятиглавие было сохранено, но главы получили вычурно-барочные формы. В 1748 году в северной стене кремля строятся Святые ворота, очень напоминающие браму Зборовского, возведенную в том же году в Киеве.
В 1782 году в Тобольске учреждается наместничество с подчинением ему городов Западной Сибири. Первым губернским архитектором А. Гучевым, воспитанным на столичных образцах, разрабатывается новый генеральный план города, проект его перестройки. Классицизм требовал изменения замкнутой крепостной структуры кремля на открытый публичный центр. Здесь предстояло построить два новых симметрично расположенных трехэтажных здания — дворец наместника и архиерейский дом. Крепостные стены и башни начинают постепенно разрушать. Возводятся каменные подпорные стены Софийского оврага и строится новая многоярусная колокольня (1799 год) — самое высокое сооружение города. В 1799 году упраздняется наместничество и прекращается строительство крупных общественных зданий. Девятнадцатый век оставил в ансамбле кремля особый памятник — замок каторжно-пересыльной тюрьмы.

## Галерея

Фотографии
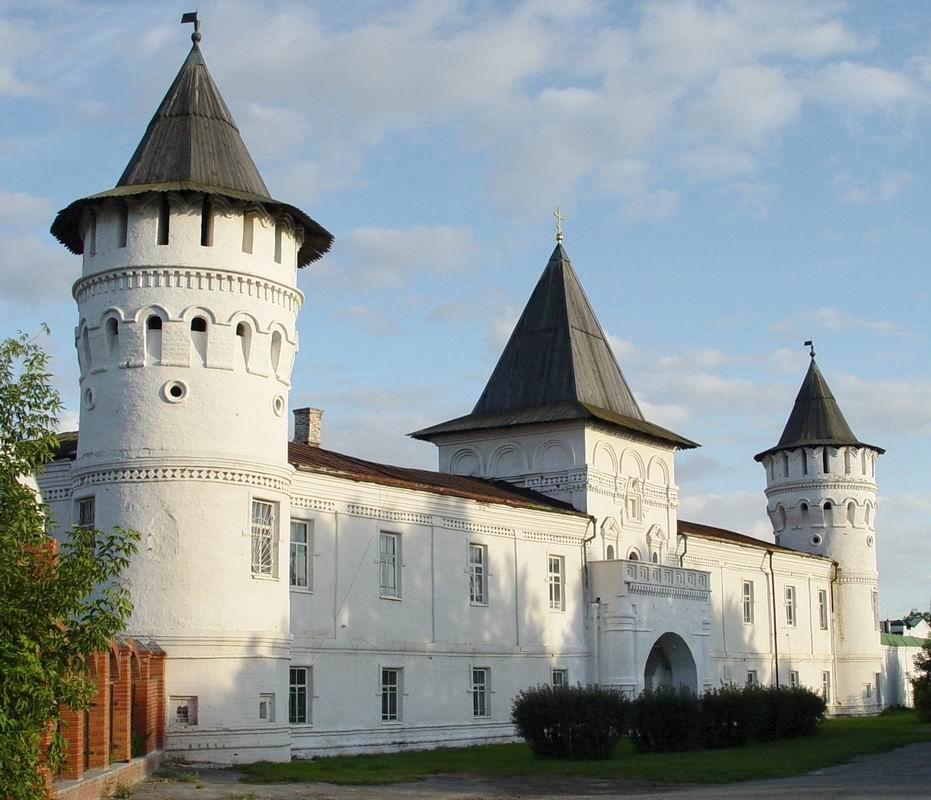
Гостиный двор — Центр Евразийской торговли
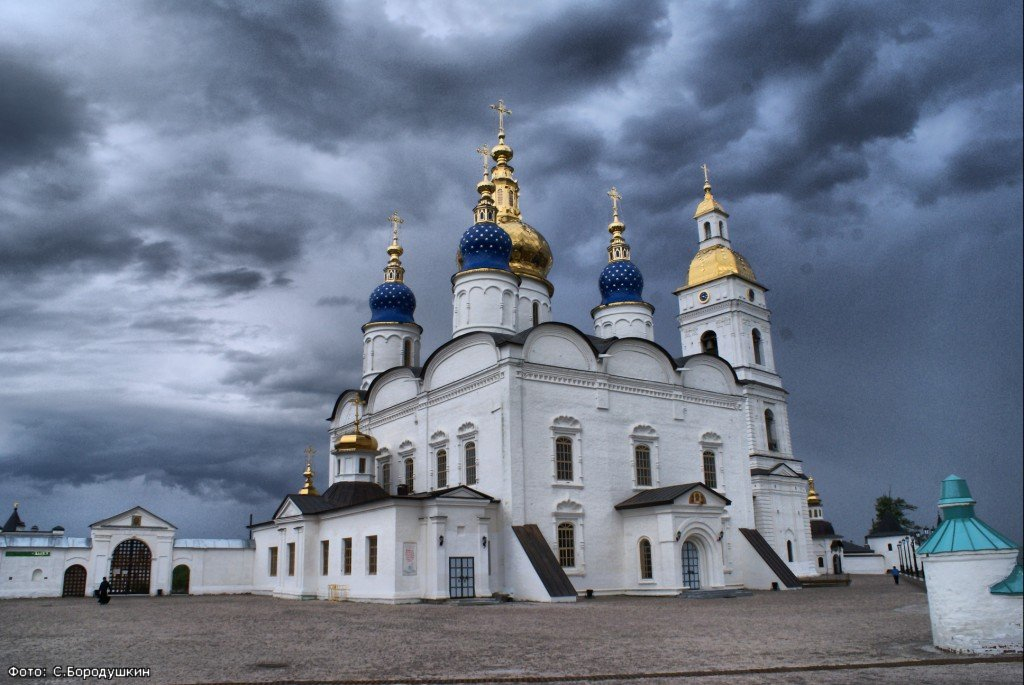
Софийско-Успенский собор
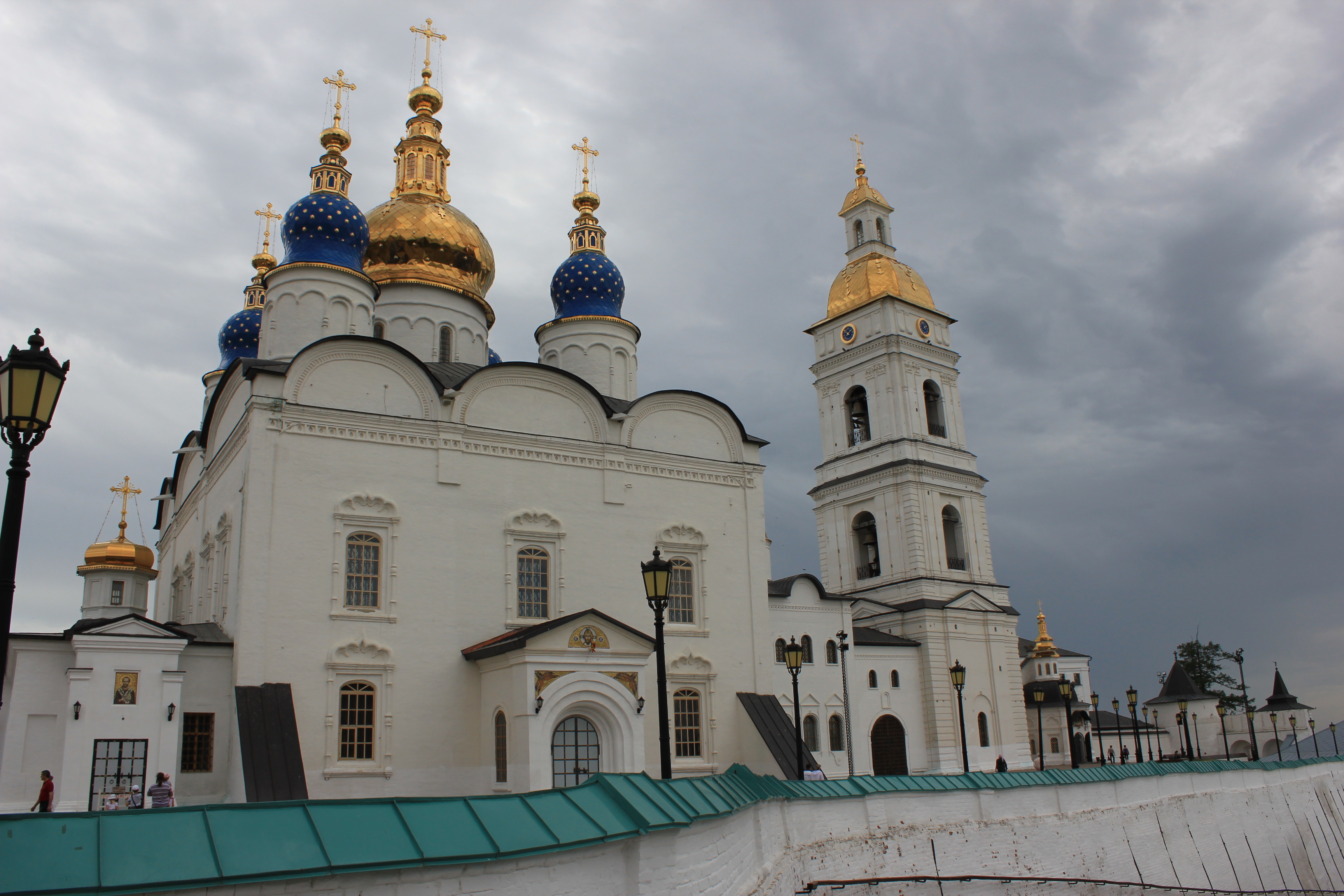
Софийско-Успенский собор и соборная колокольня
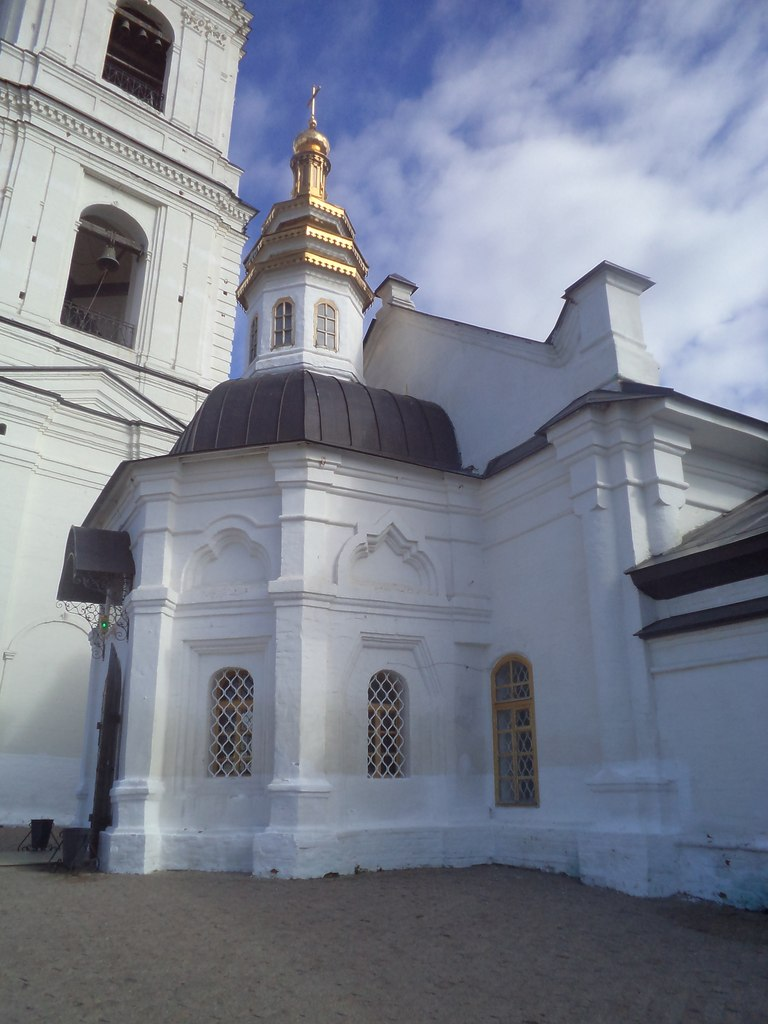
Покровский (Зимний) собор
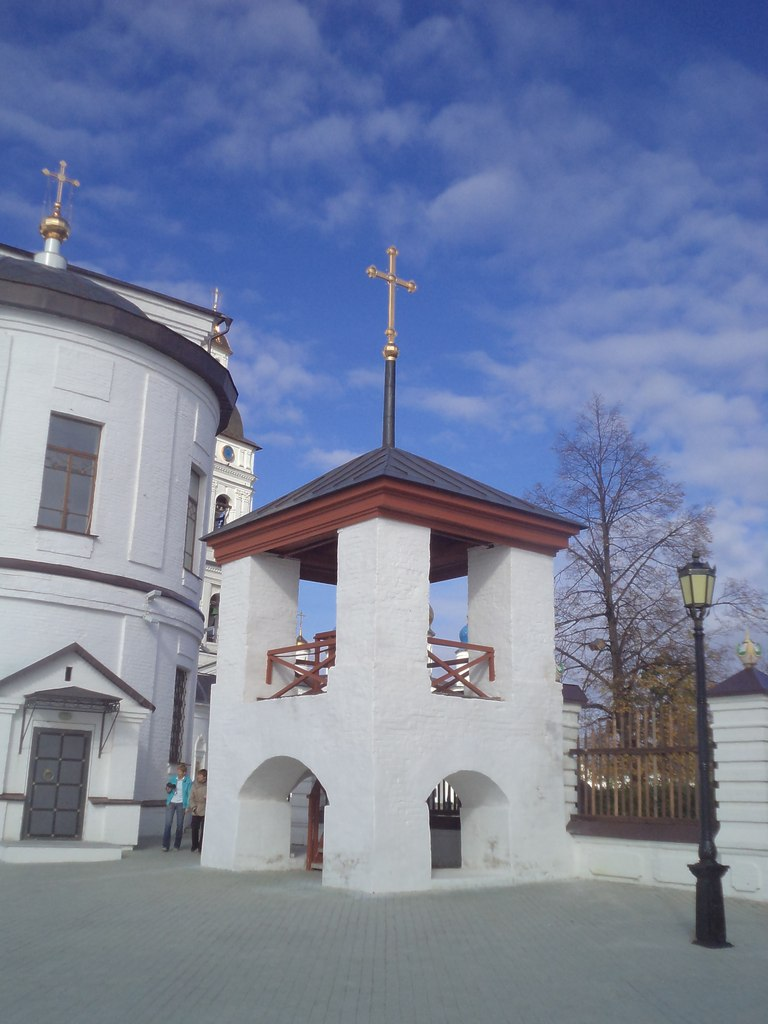
Колокольня, в которой находился «ссыльный» Угличский колокол
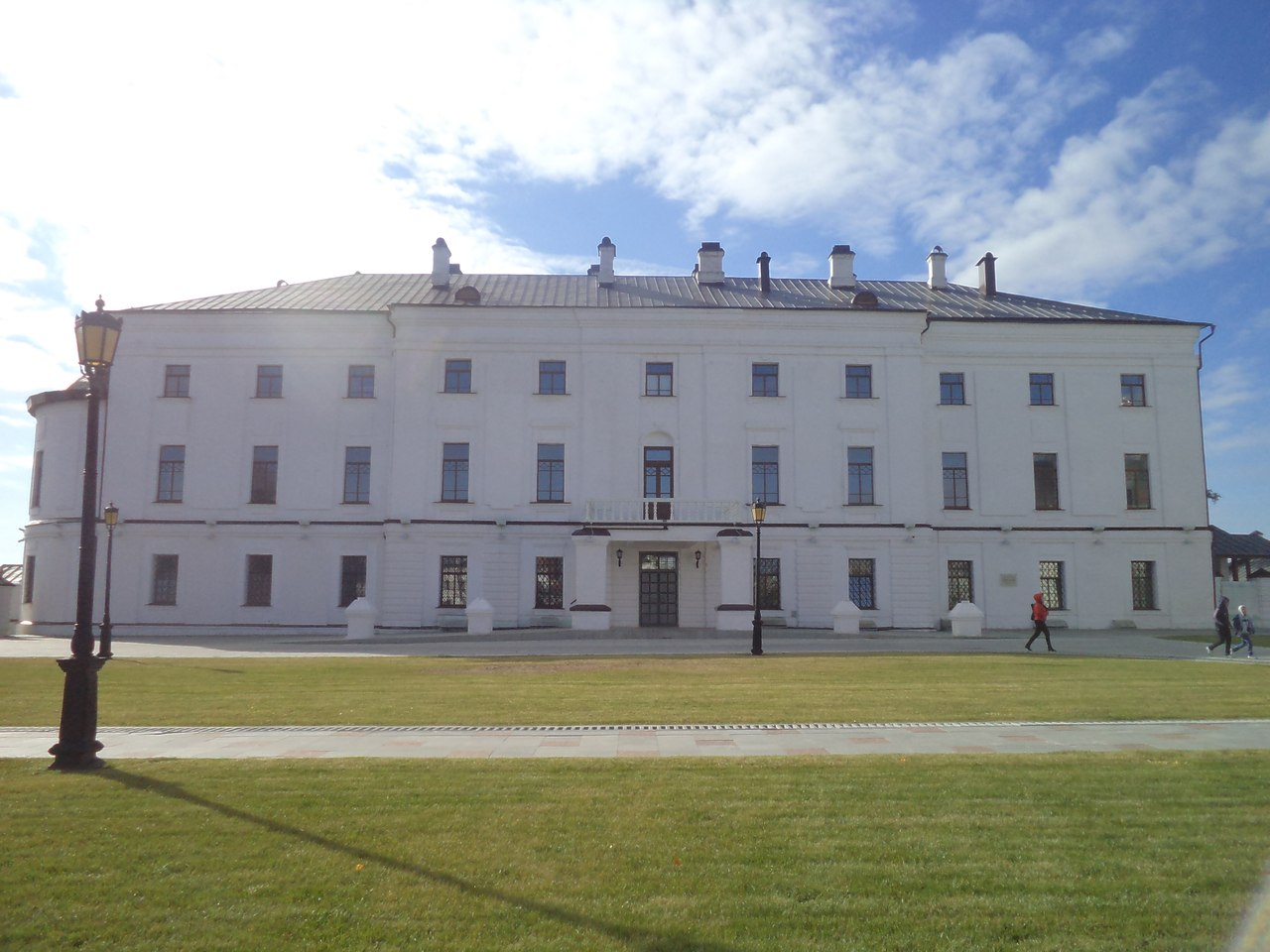
Архиерейский дом
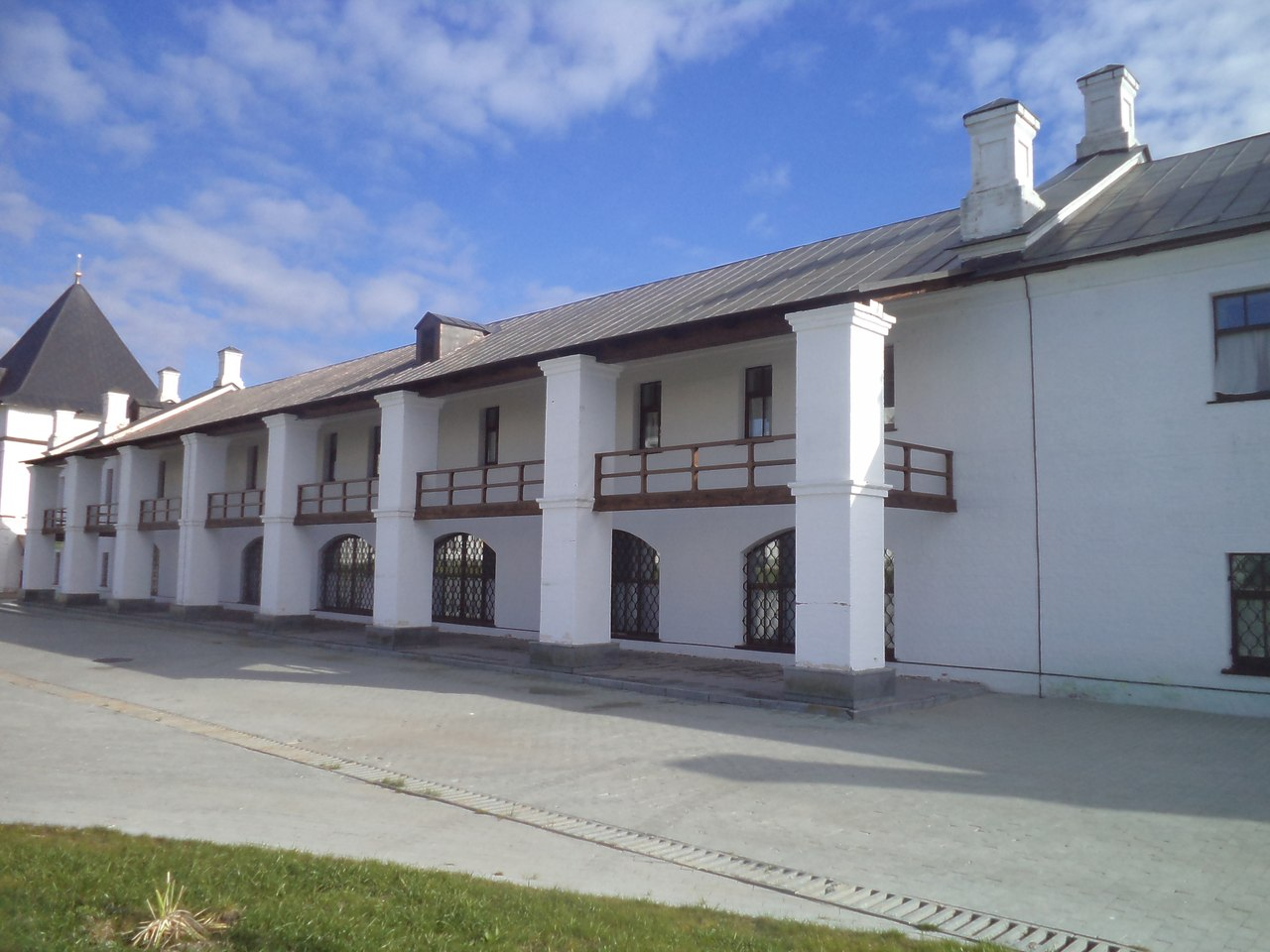
Архиерейские конюшни
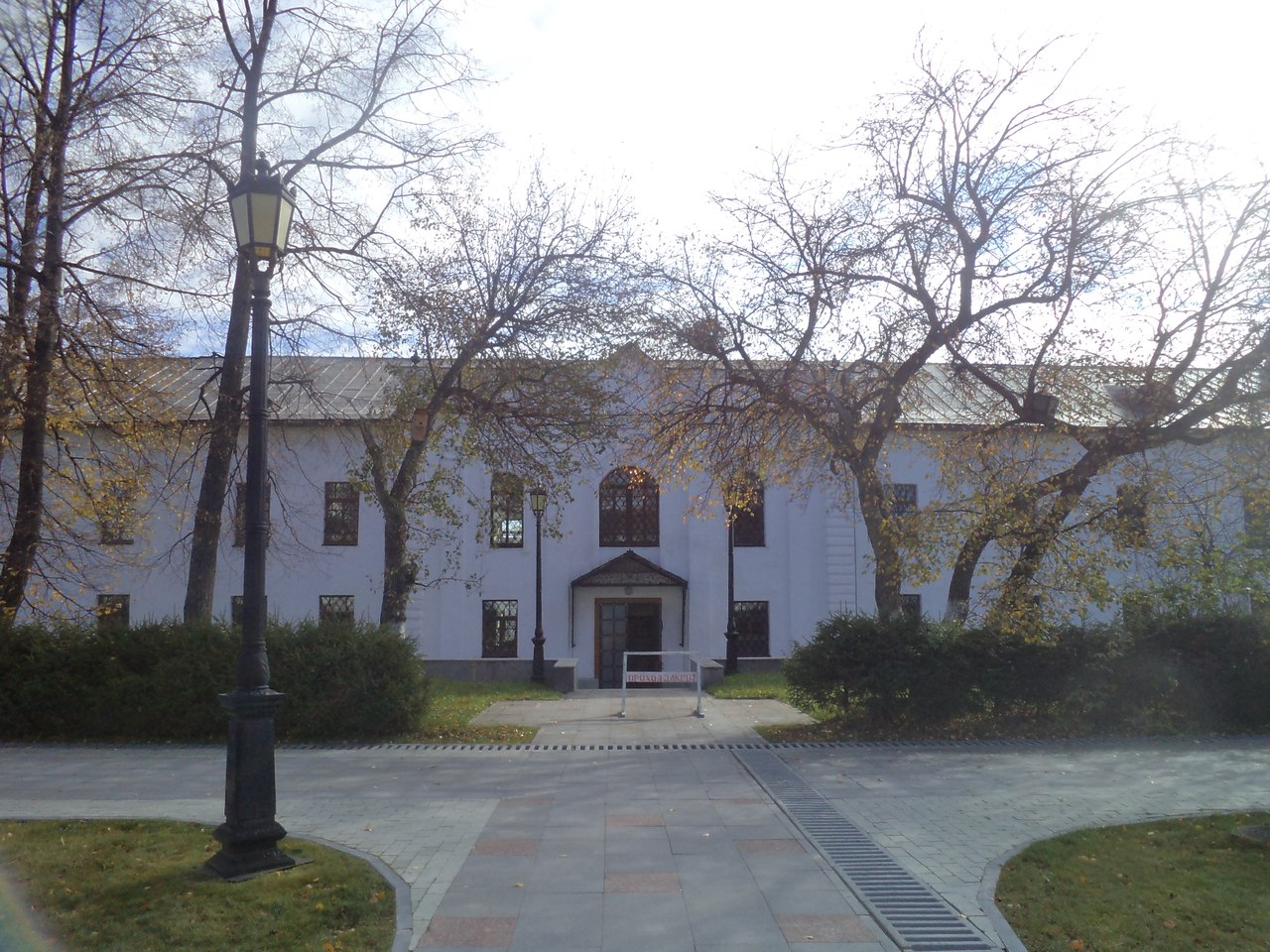
Здание консистории
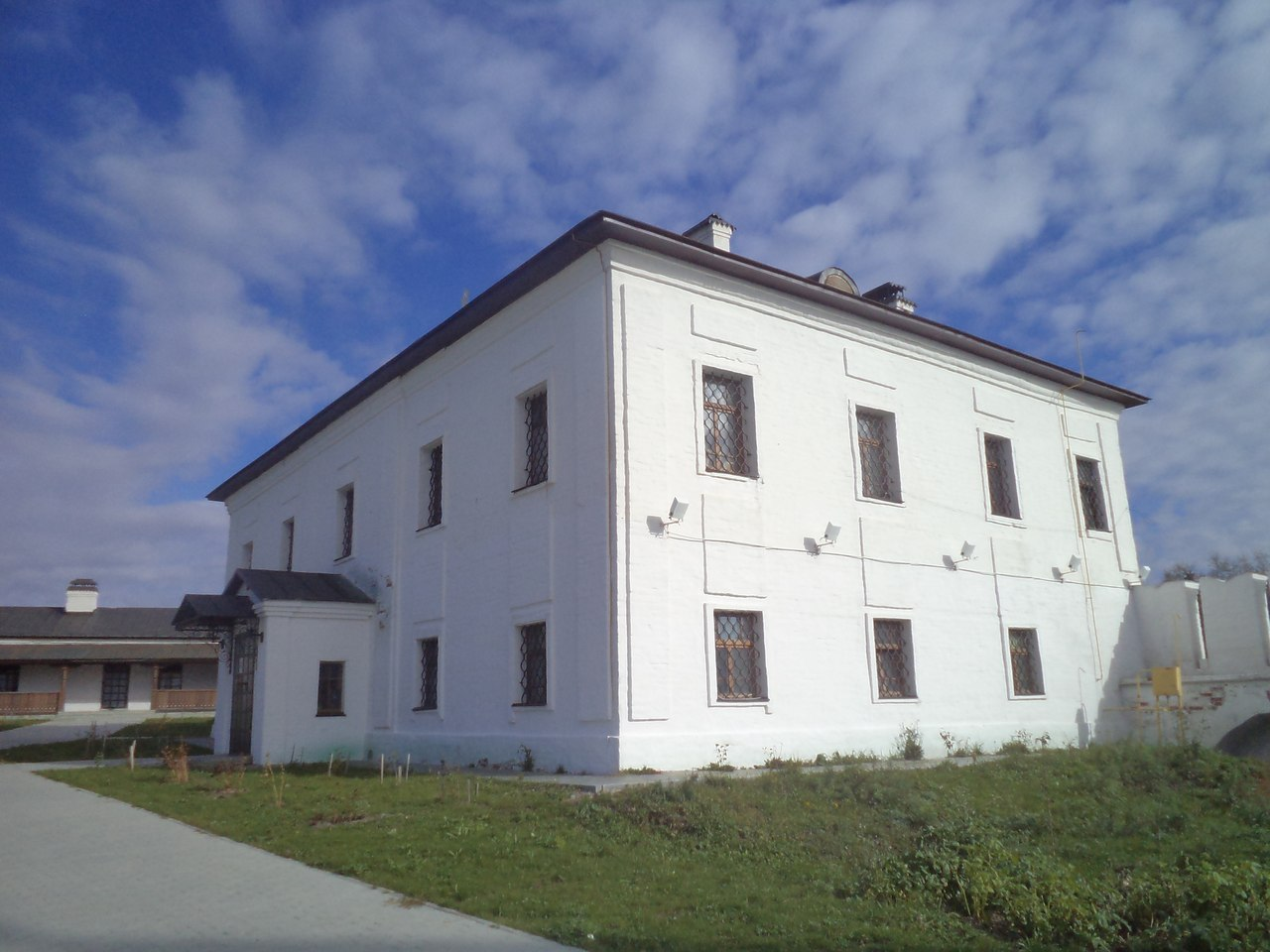
Братский (монашеский) корпус
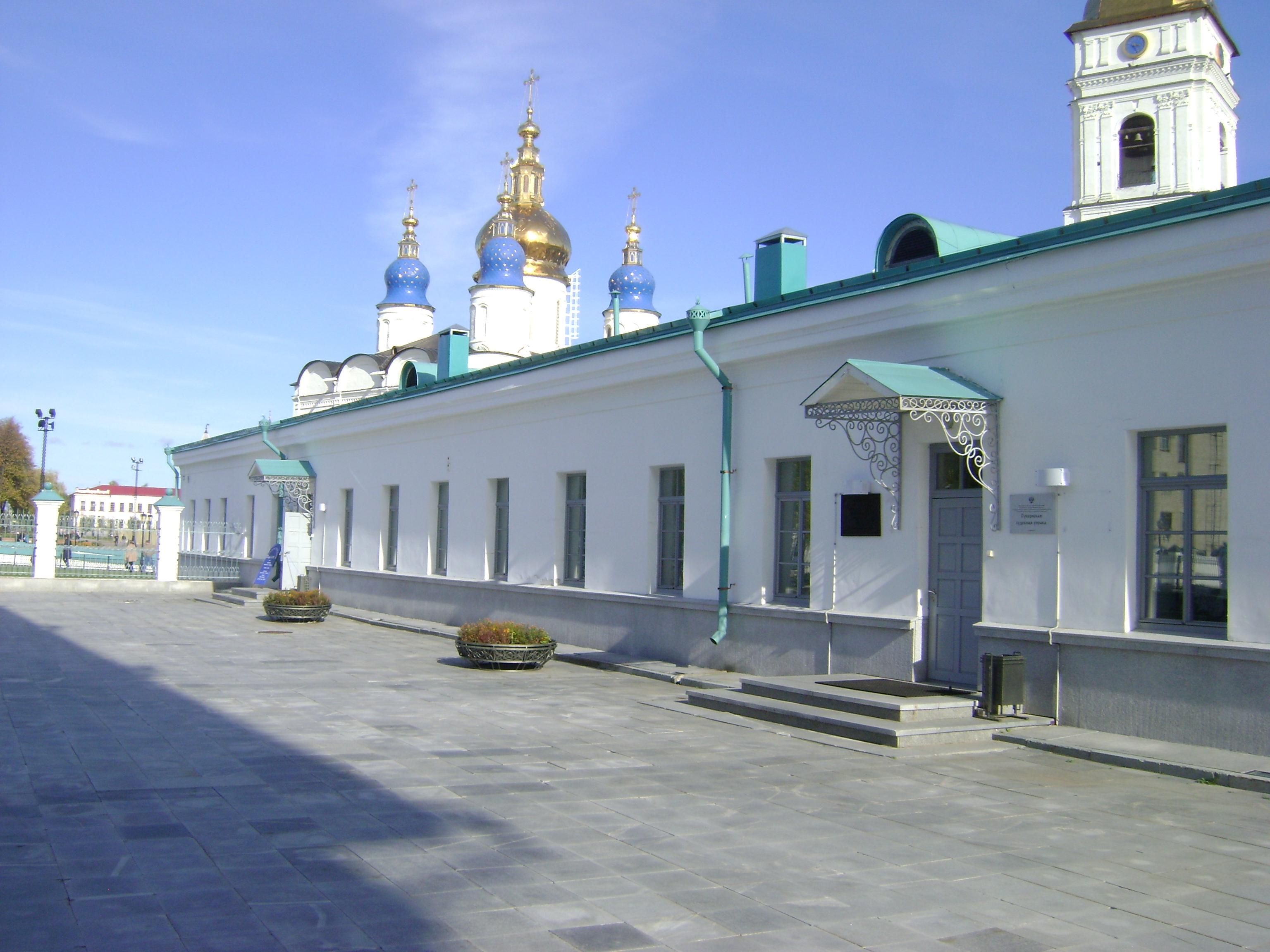
Здание судебной управы
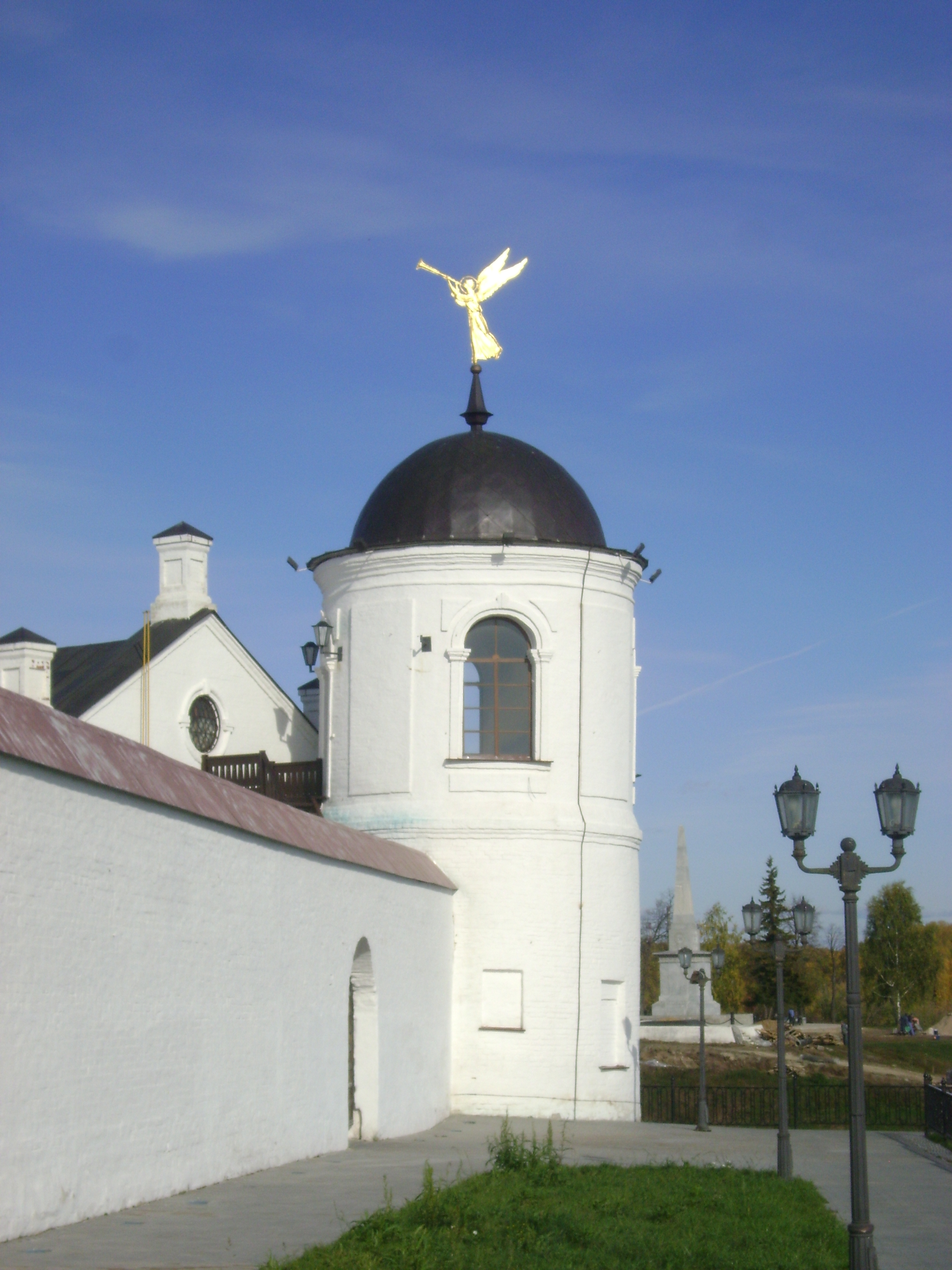
Юго-восточная наугольная башня
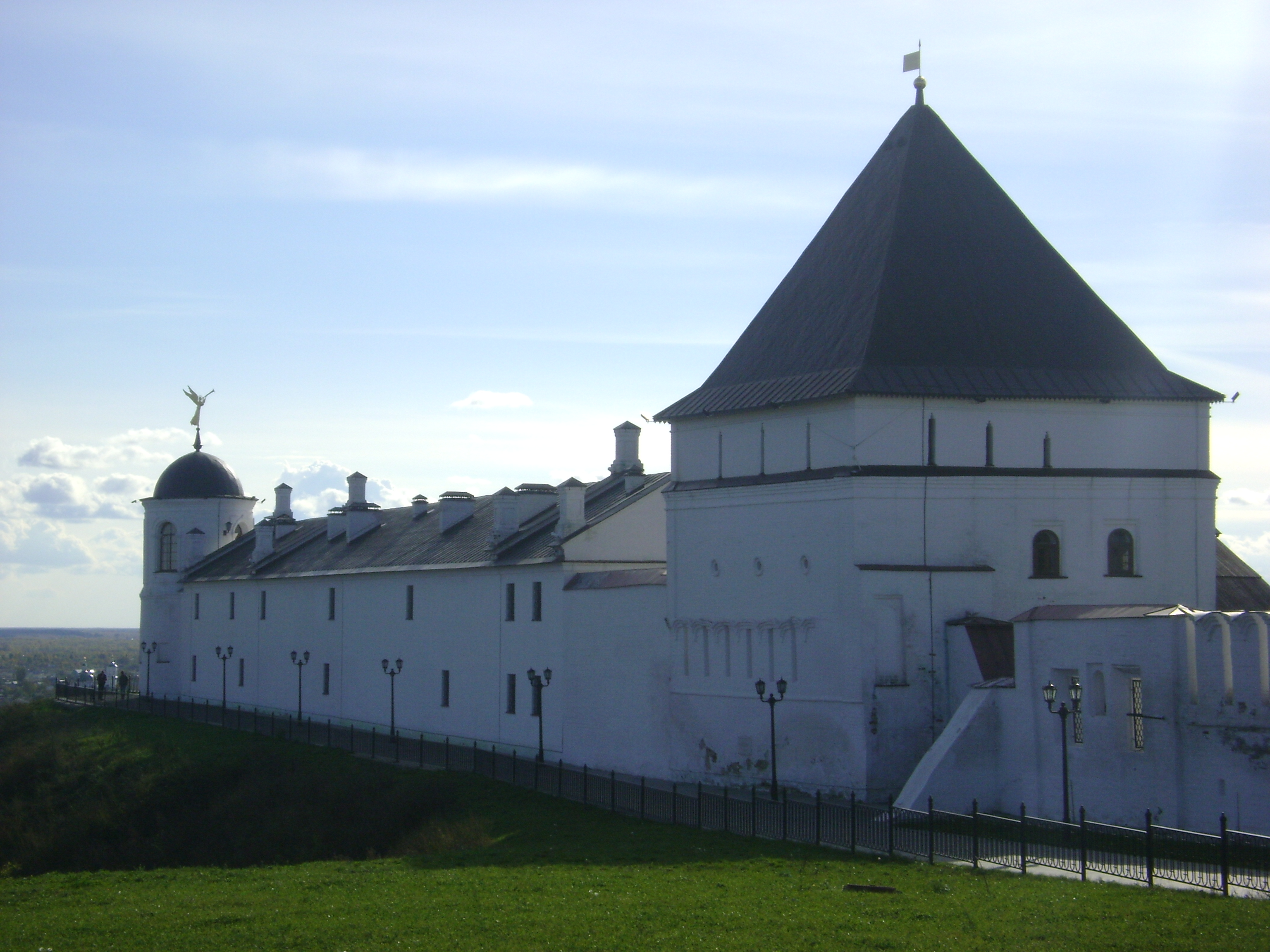
Прясло стен между юго-восточной наугольной круглой башней и восточной квадратной башней
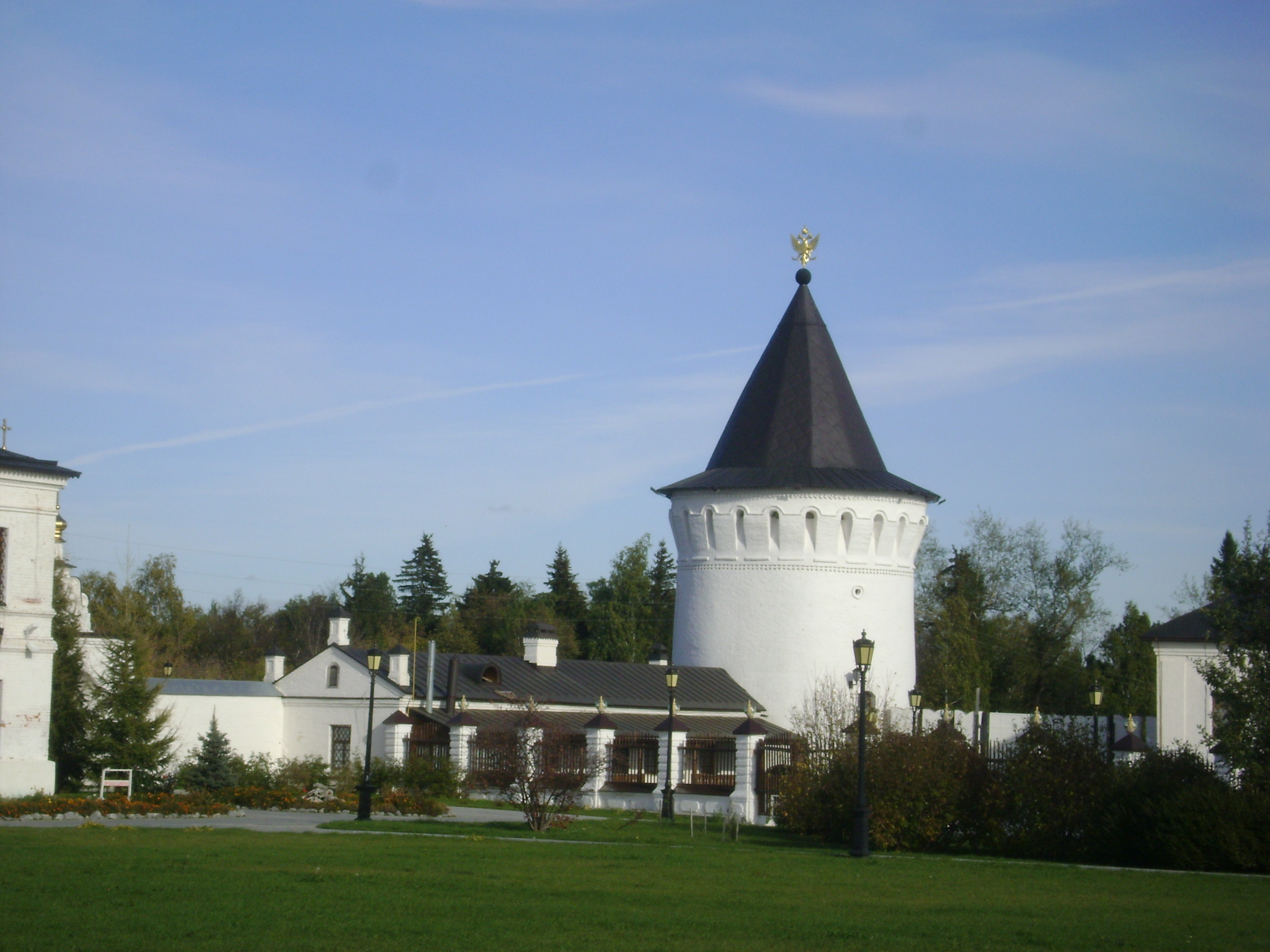
Орловская башня
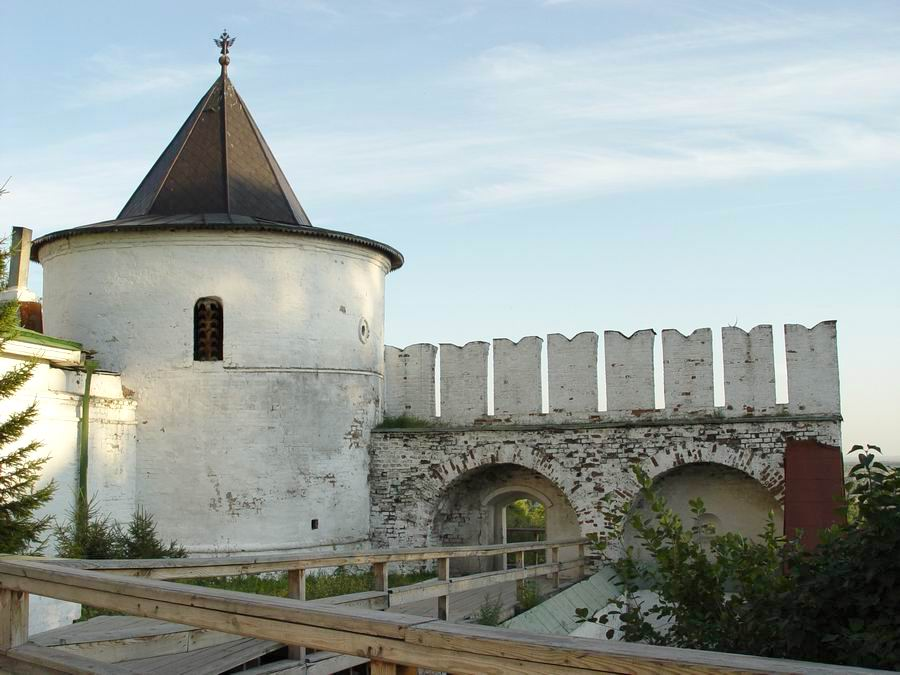
Крепостная Павлинская башня
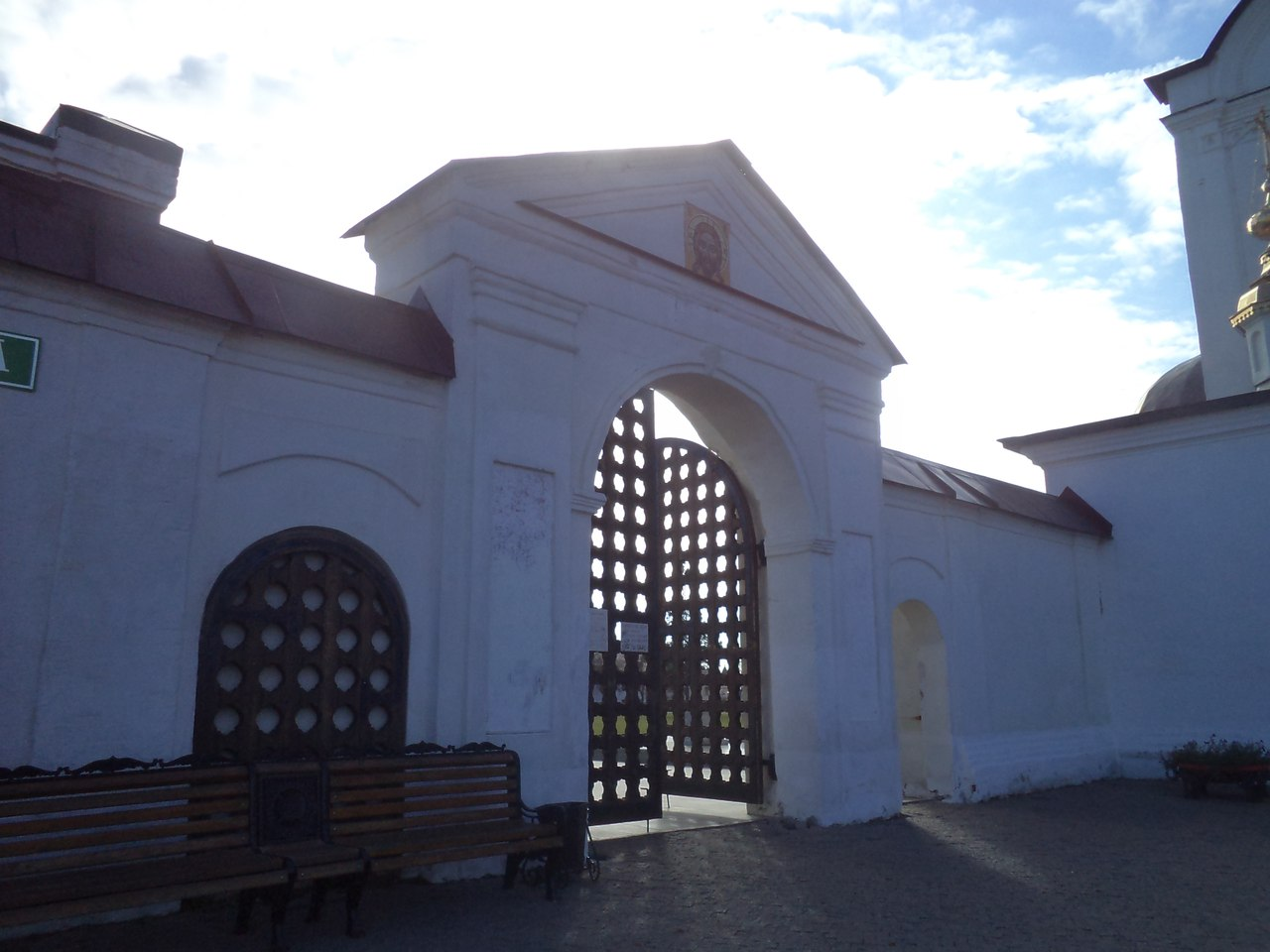
Святые (Западные) ворота
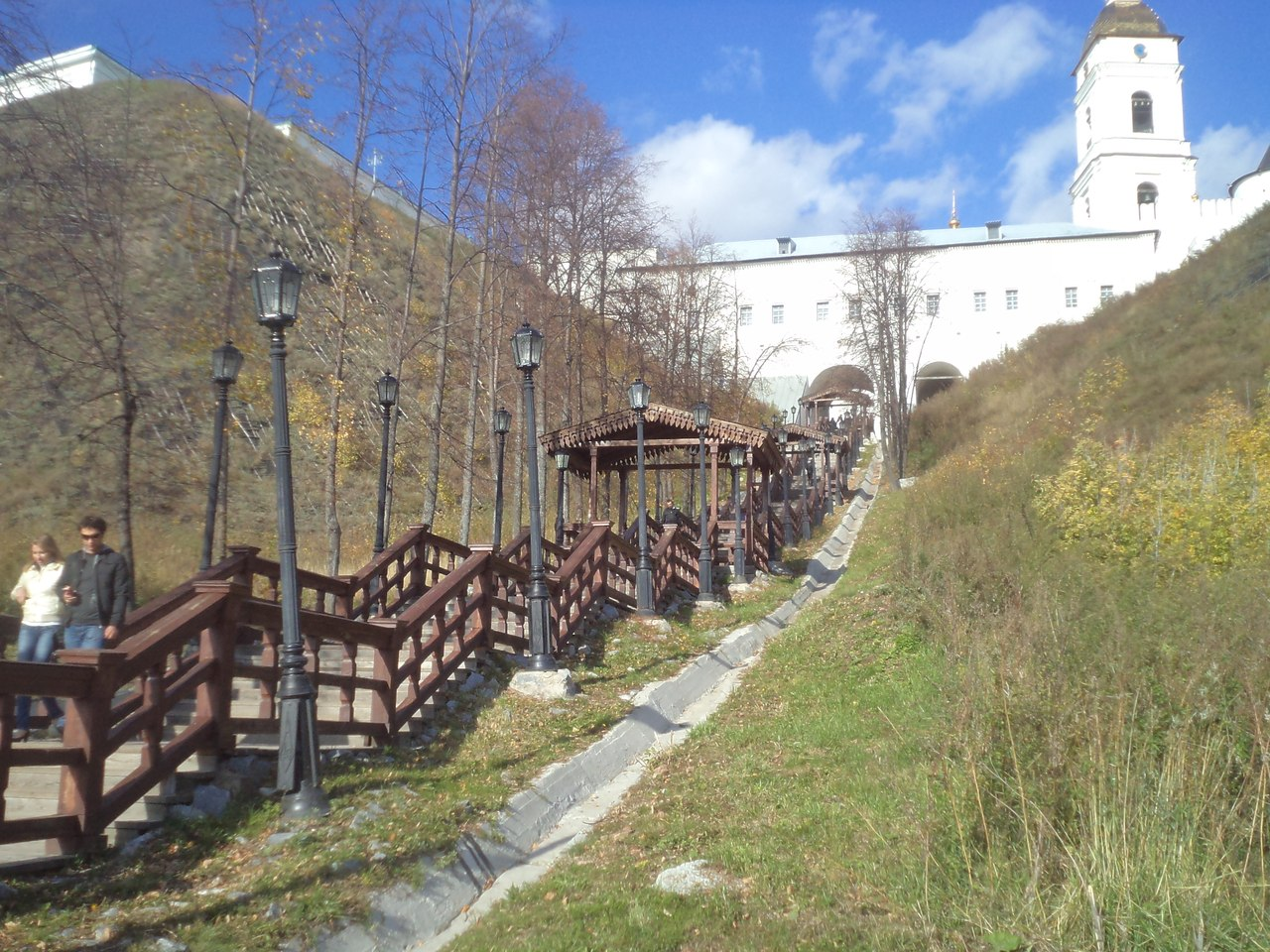
Софийский (Прямской) взвоз
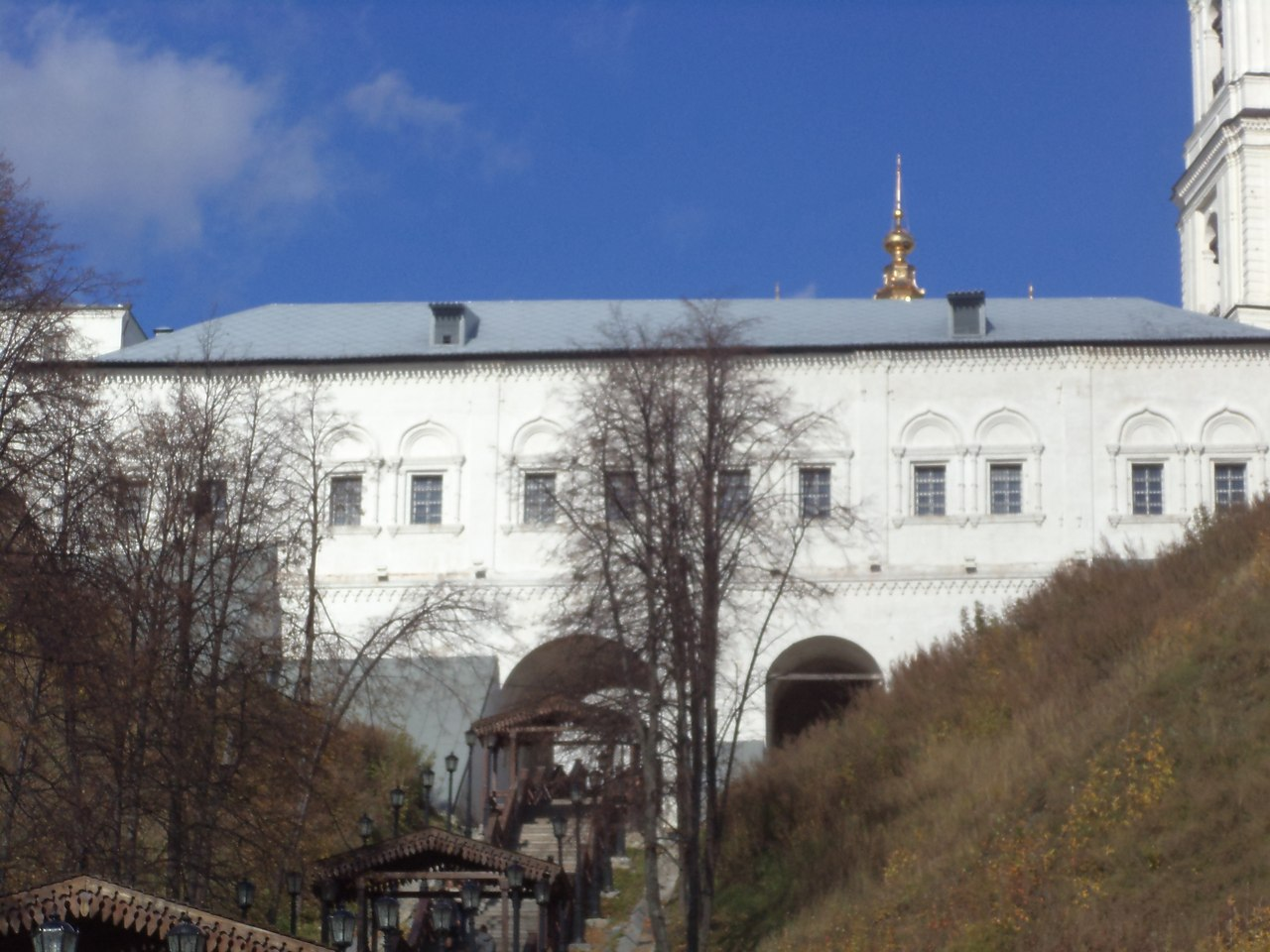
Здание Рентереи (Казённой палаты)
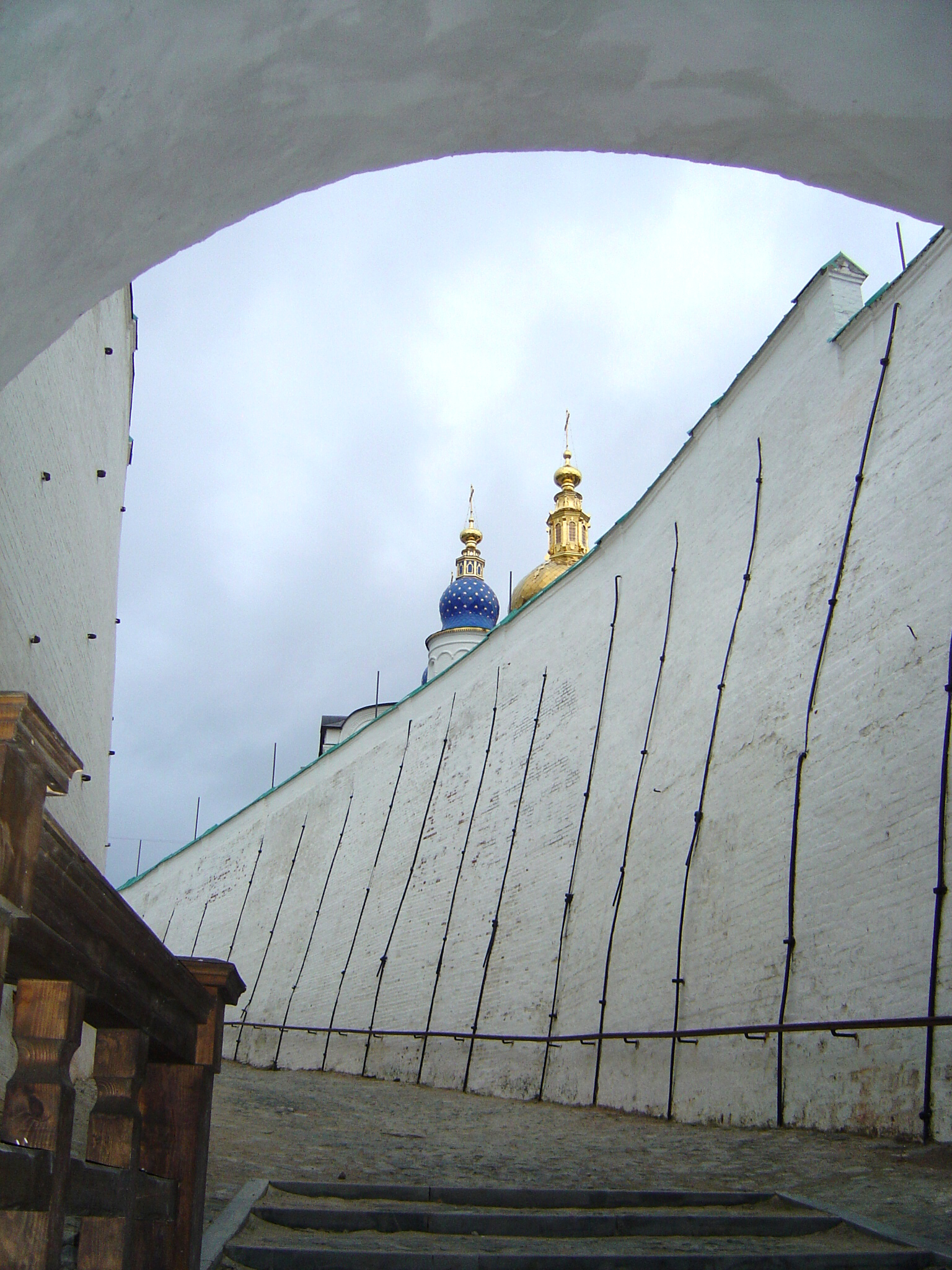
Подпорная кирпичная стена Прямского взвоза
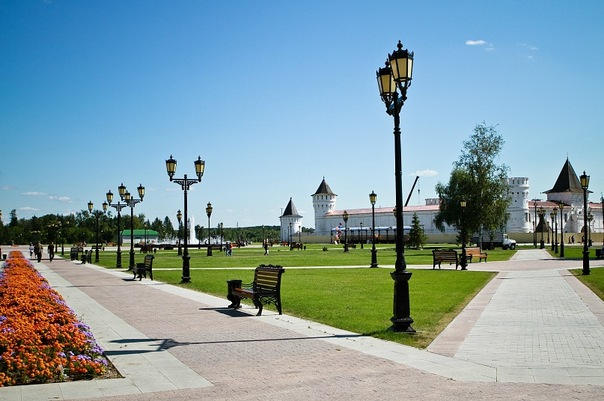
Площадь Ремезова (бывший стадион «Строитель») перед Гостиным двором
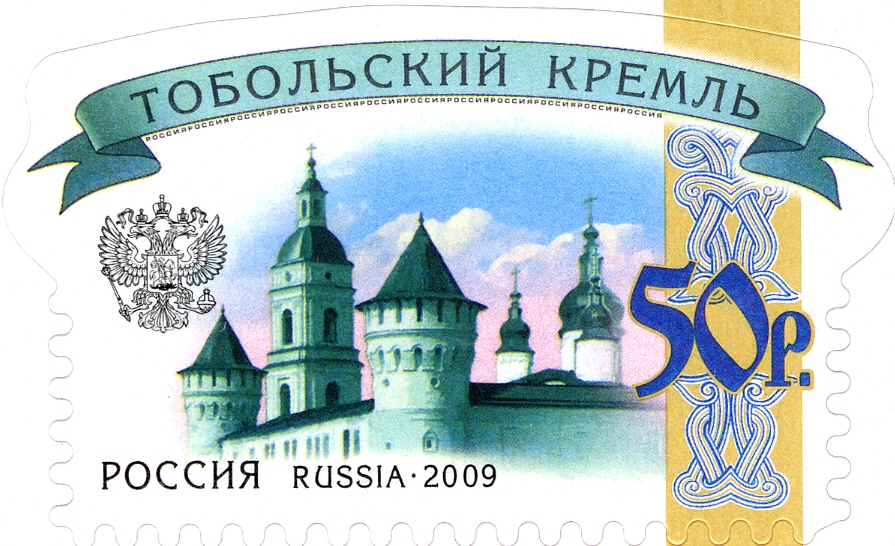
Марка, посвящённая Тобольскому кремлю

## Охрана и реконструкция

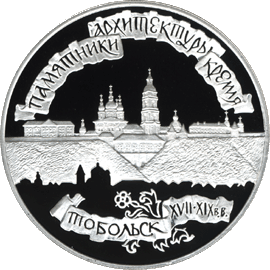
Тобольский кремль — серебряная памятная монета Банка России, 1996

Благотворным для сохранения памятников кремля стал переезд в 1925 году в Архиерейский дом краеведческого музея. В 1939 году Тобольский кремль был признан архитектурно историческим памятником, подлежащим государственной охране. В 1952 году было выявлено прогрессирующее разрушение кладки и составлен проект реставрационных работ. В 1961 году Тобольский музей получил статус историко-архитектурного музея-заповедника. Ему на баланс были переданы все памятники кремля и города. Проведение в Тобольске в 1969 году конференции по изучению и охране памятников подтолкнуло начало в 1970-х гг. реставрационных работ. Через пятнадцать лет были восстановлены стены и башни кремля, утраченное позакомарное покрытие Софийского собора и фасад Гостиного двора, укреплён фундамент Рентереи. Тобольский кремль вновь обрёл ансамблевое звучание.
Для сохранения памятников Тобольского кремля недопустимо выведение их из-под государственного контроля, который осуществлял располагающийся на его территории Тобольский историко-архитектурный музей-заповедник.

## Интересные факты

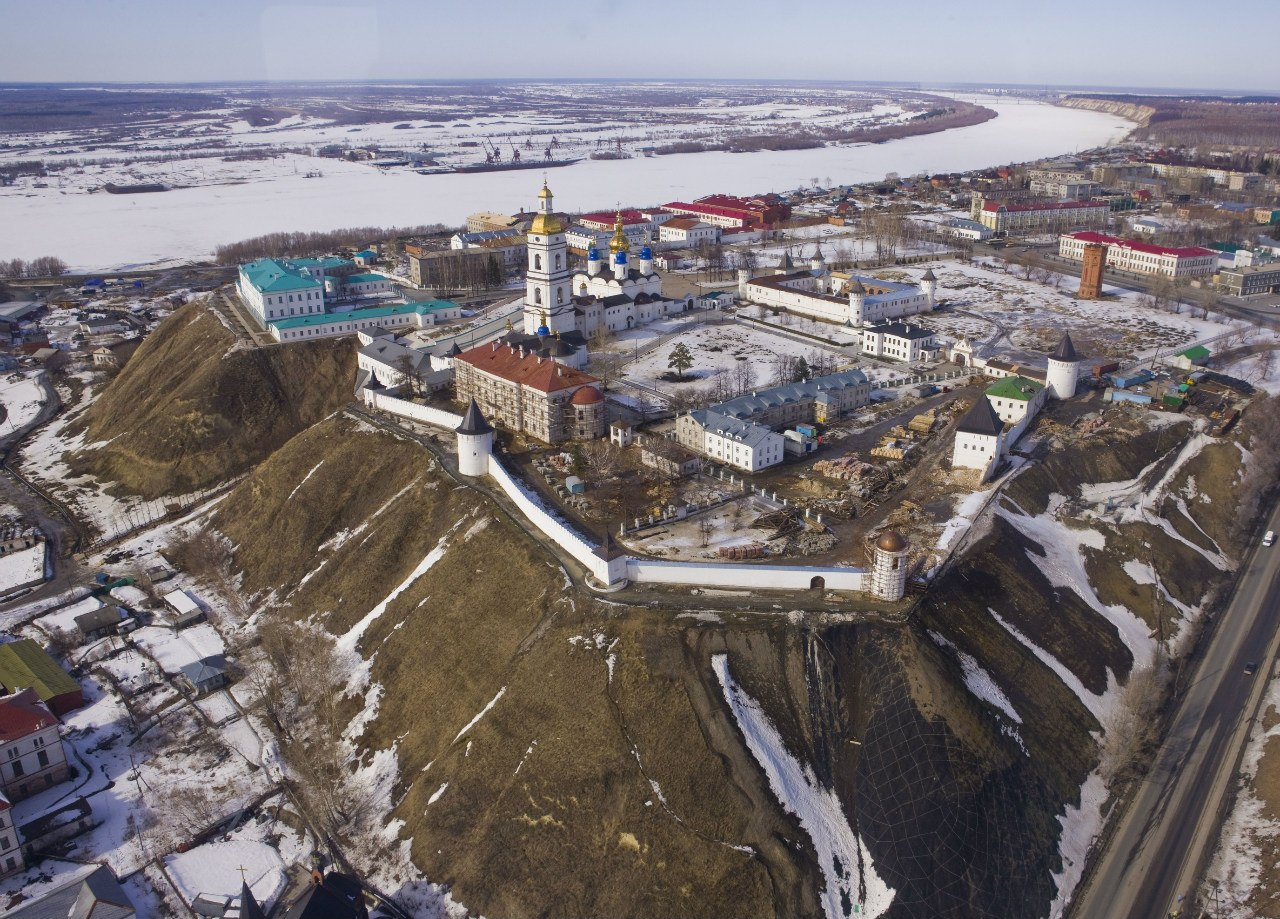
Фотография Тобольского кремля авторства Д. А. Медведева

- В кремле на специально построенной колокольне некоторое время висел «ссыльный» угличский колокол, в который звонили набатом горожане Углича после убийства царевича Димитрия. По приказу Шуйского колоколу, как человеку, вырвали ухо и язык и в 1592 г. сослали в Сибирь.
- Тобольский кремль изображён на купюре номиналом сто уральских франков 1991 года выпуска.
- 16 января 2010 года фотография Тобольского кремля, сделанная президентом России Дмитрием Медведевым, была продана на благотворительном аукционе на Рождественской ярмарке в Санкт-Петербурге за рекордную сумму 51 миллион рублей (1,7 миллиона долларов США). Фотографию приобрёл член совета директоров компании «ИЛИМ-Групп» Михаил Зингаревич[2].
- Тобольский кремль был показан в коротком ролике на открытии олимпиады в Сочи[3].
- У стен Тобольского кремля снимался приключенческий фильм А. Косарева «Срочно… Секретно… Губчека».
- В кремле и рядом с ним сняты многие сцены художественного фильма Тобол, вышедшего в 2019 году.